# San Luis Potosí Challenger 1987
Il San Luis Potosí Challenger 1987 è stato un torneo di tennis facente parte della categoria ATP Challenger Series nell'ambito dell'ATP Challenger Series 1987. Il torneo si è giocato a San Luis Potosí in Messico dal 13 al 19 aprile 1987 su campi in terra rossa.

## Vincitori

### Singolare
Leonardo Lavalle ha battuto in finale  Jorge Lozano con il punteggio di 6–4, 3–6, 6–4.

### Doppio
John Letts /  Rick Rudeen hanno battuto in finale  Karl Richter /  Mark Wooldridge con il punteggio di 6–3, 6–4.